# موريوندو تورينيزي
موريوندو تورينيزي هي بلدية في مدينة تورينو الحضرية، في منطقة بيمنتة الإيطالية، وتقع على بعد حوالي 20 كيلومتر (12 ميل) شرق تورينو .
تقع موريوندو تورينيزي على حدود البلديات التالية: مونكوكو تورينيزي، كاستلنوفو دون بوسكو، مومبيلو دي تورينو، بوتيلييرا دستي، وريفا بريسو شييري.